# Ekonomiåret 1958

## Händelser
- 1 januari - Åke Rusck blir VD för SAS.[1]
- 11 januari - Den svenska statsverkspropositionen innehåller det dittills största budgetunderskottet, 1,6 miljarder kronor.

## Bildade företag
- 23 augusti - Nigeria Airways, nigerianskt flygbolag.[2]